# Осока затінкова
Осока́ затінкова (Carex umbrosa) — багаторічна рослина родини осокових. Вид занесений до Червоних книг України, Білорусі, Польщі та Росії. Кормова рослина.

## Опис

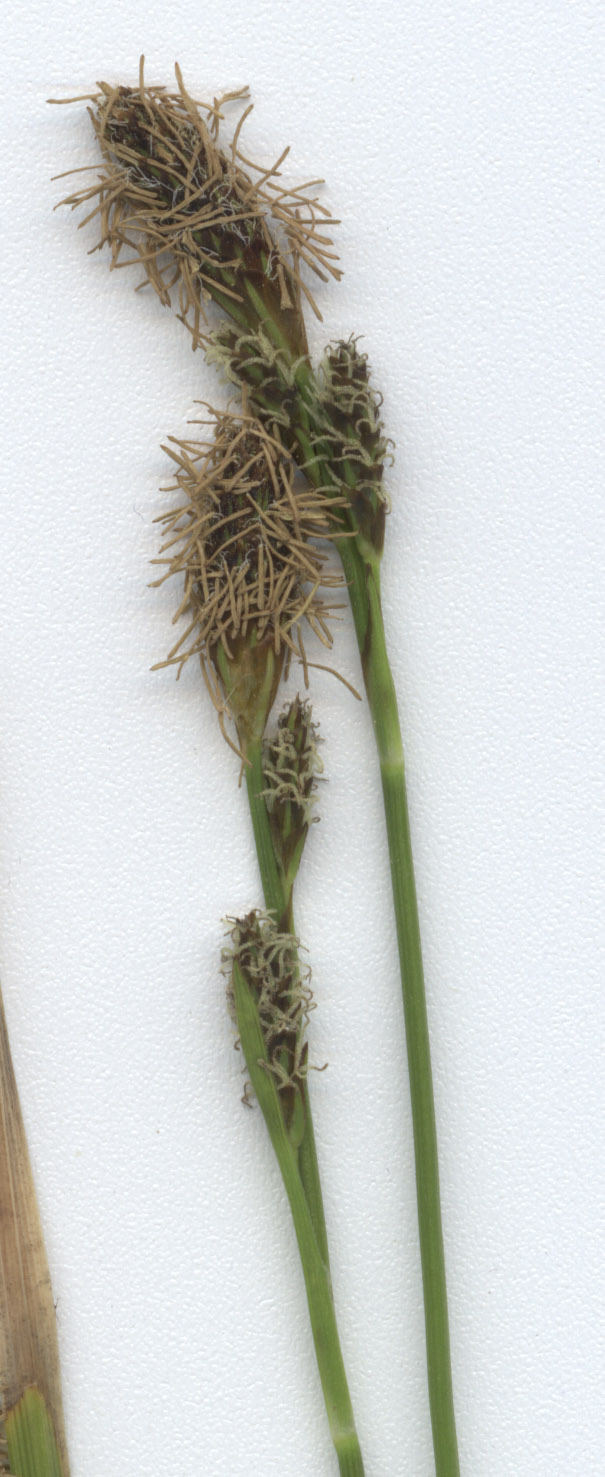
Суцвіття

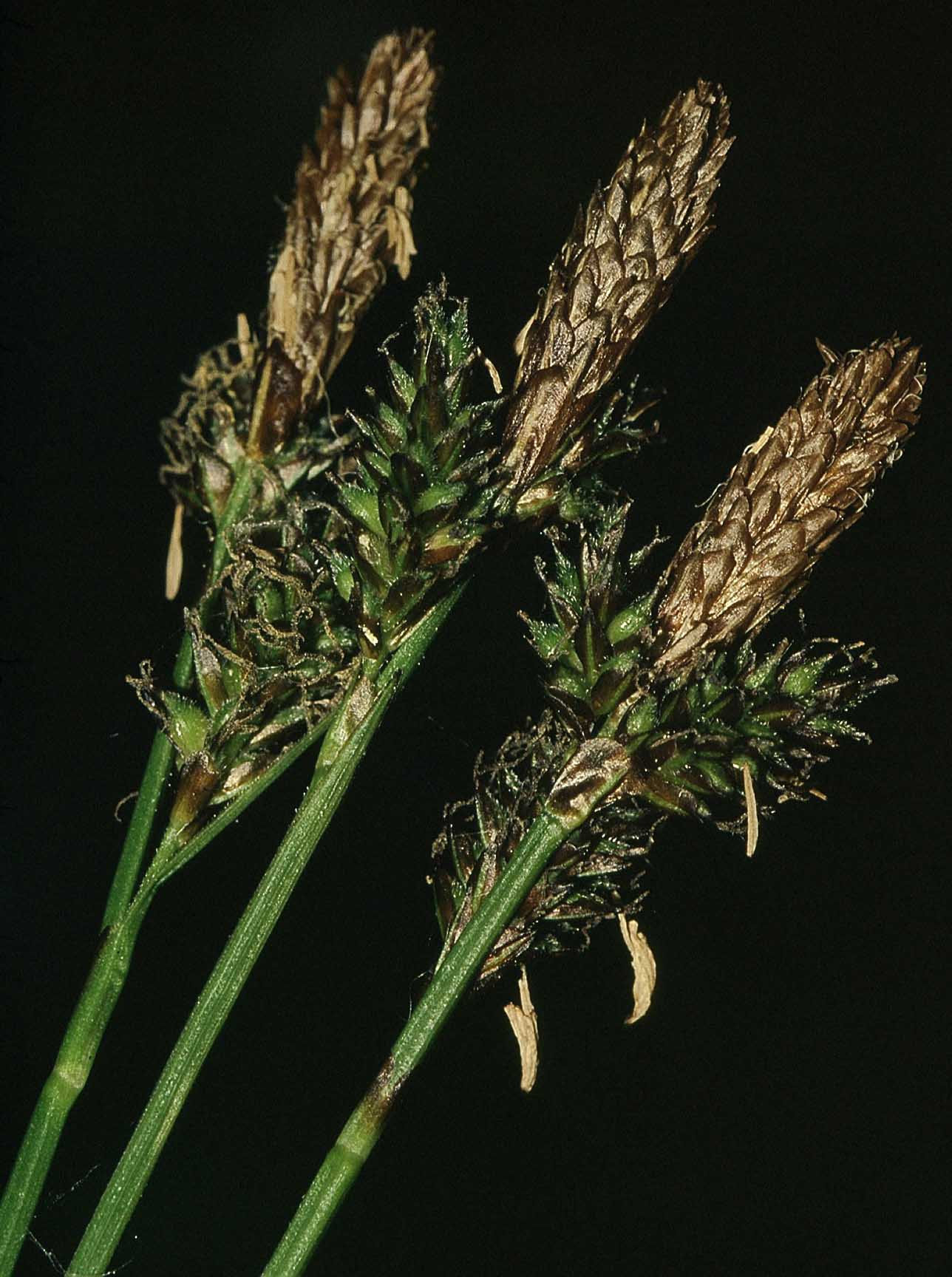
Плоди

Трав'яниста рослина 5-50 см заввишки, що утворює щільні дернини, гемікриптофіт. Кореневище коротке. Стебла численні, невиразно тригранні, інколи високо улиснені, зі світло-бурими піхвами біля основи, розщепленими на прості волокна. Листки плоскі (зрідка — складені), такої ж довжини, як і стебла, 1,5-3 мм завширшки. Нижній покривний листок з піхвою й короткою шилоподібною пластинкою, що дорівнює колоскові.
Суцвіття верхівкове, складене з 2-4 зближених колосків. Верхній колосок чоловічий, ланцетний або ланцетно-булавоподібний, із блідо-іржавими (інколи бурими або білуватими), гоструватими покривними лусками. Його довжина сягає 6-20 мм, ширина — 3-5 мм. Решта колосків жіночі, довгасті, розташовані на ніжках завдовжки до 1 см, скупчені або злегка розставлені, складені з 10-20 квіток 4-20 мм завдовжки. Покривні луски жіночих колосків коротші за мішечки, яйцеподібні, каштаново-бурі, із зеленою серединною жилкою. Мішечки довгасто-оберненояйцеподібні, жовтувато-зелені, з довгими розсіяними м'якими волосками й тонкими малопомітними жилками, поступово видовжуються у вузькоконічний носик. Їх довжина сягає 2-3 мм. Стовпчик біля основи потовщений, приймочок 3. Плід — горішок.
Число хромосом 2n = 62, 66.

## Екологія
Рослина доволі морозостійка, тіньовитривала, віддає перевагу місцинам з помірно-континентальним кліматом, достатнім ступенем зволоженості. Зростає на узліссях, серед чагарників, у розріджених листяних, мішаних та соснових лісах, по краям карбонатних боліт, на осоково-різнотравних луках, вологих трав'яних схилах, зрідка — в тундрі. В горах підіймається до висоти 1800 м над рівнем моря. Полюбляє глинисті та суглинні ґрунти.
Розмножується насінням і вегетативно. Цвітіння триває з кінця квітня до червня. Квіти запилюються вітром. Плодоносить у червні і на початку липня. Насіння поширюється мурахами.

## Поширення
Осока затінкова — типовий представник євразійської флори. Її ареал охоплює тайгові райони Уралу, Сибіру, Далекий Схід, Корейський півострів, Японські острови, північні райони Китаю, Монголії, Туреччини, Кавказ, а також практично усю Європу за виключенням північних та крайніх східних районів. Водночас, в Центральній Європі вид відносно рідкісний, оскільки уникає рівнин.
Через Україну проходить східна межа розповсюдження. Найбільші популяції цього виду зростають у Карпатах, правобережному Лісостепу, Поліссі, причому в лісовій смузі вони також переважають у правобережній частині, а на Лівобережжі трапляються лише окремі осередки. В Закарпатські області, попри її наближеність до Карпат, осока затінкова не зростає.

## Значення і статус виду
Стан українських популяцій загалом не викликає занепокоєння: вони доволі чисельні і добре відтворюються. Загрозу можуть становити зміни середовища, руйнація біотопів, надмірне рекреаційне навантаження. Осока затінкова охороняється в Карпатському біосферному заповіднику, Шацькому та Карпатському національних природних парках.
Цю рослину може поїдати худоба, але господарського значення вона не має.

## Підвиди
- Carex umbrosa subsp. huetiana (Boiss.) Soy — поширений у Кавказьких, Піренейських та Балканських горах, Малій Азії. Російськими ботаніками розглядається як окремий вид;[4][5]
- Carex umbrosa subsp. pseudosabynensis T.V.Egorova — зростає на Далекому Сході, Корейському півострові, Японських островах;
- Carex umbrosa subsp. sabynensis (Less. ex Kunth) Kük — розповсюджений в європейській частині Росії, на Кавказі, в Японії. Російськими ботаніками розглядається як окремий вид;[4][5]
- Carex umbrosa subsp. umbrosa — поширений по всій Європі.

## Синоніми
| - Carex bremurii Christ ex Meinsh. - Carex caryophyllea var. umbrosa (Host) Fiori - Carex longifolia Host - Carex longifolia f. gracilis Kohts - Carex polyrrhiza Wallr. - Carex polyrrhiza f. brevifolia Waisb. - Carex polyrrhiza f. breviscapa Peterm. - Carex polyrrhiza var. decalvata Hausm. ex Döll - Carex polyrrhiza var. gynobasis Murr - Carex polyrrhiza f. subintegra Kük. - Carex praecox var. longifolia Wahlenb. - Carex praecox var. polyrrhiza (Wallr.) Boott | - Carex praecox subsp. polyrrhiza (Wallr.) Douin - Carex praecox var. procerior Gaudin - Carex praecox var. umbrosa (Host) Crép. - Carex stolonifera var. procera Klett & Richt. - Carex umbrosa f. brevifolia (Waisb.) Soó - Carex umbrosa f. breviscapa (Peterm.) Soó - Carex umbrosa var. decalvata (Hausm. ex Döll) Kük. - Carex umbrosa f. diandrostachya Waisb. - Carex umbrosa f. gracilis (Kohts) Kük. - Carex umbrosa var. longifolia (Wahlenb.) Nyman - Carex umbrosa f. longipedunculata Torges ex Kük. - Carex umbrosa f. subintegra (Kük.) Kük. |